# Jampadampa
Jampadampa je šesté studiové album Lucie Bílé, nahrané roku 2003. Většinu hudby a textů napsalo autorské duo Ondřej Soukup a Gabriela Osvaldová.

## Seznam skladeb
1. „eSeMeS“ („You“; Luigi Rana, Marta Trento, Nicola Peloso/č. text. Gabriela Osvaldová) 3:17
2. „Vokurky“ (Soukup/Osvaldová) 3:28
3. „Jampadampadampa“ (Soukup/Osvaldová) 3:32
4. „Všechno je ve hvězdách“ (Soukup/Osvaldová) 4:07
5. „Černá kočka“ (Soukup/Osvaldová) 5:07
6. „Unesený“ (Petr Hapka/Michal Horáček) 3:53
7. „O cikánským pláči“ (Soukup/Osvaldová) 3:52
8. „Čas“ (Michael Kocáb/Osvaldová) 4:58
9. „Jednu malou“ (Michael Kocáb/Osvaldová) duet s Michaelem Kocábem 3:17
10. „Tak je dohráno“ (Soukup/Osvaldová) 4:04
11. „Tolik vína tolik slov“ (Soukup/Osvaldová) 3:51
12. „Novamba“ (Tadeáš Věrčák/Osvaldová) duet s Martinem Poštou 3:37 (bonus)

## Hudební aranžmá
- Ondřej Soukup – aranžmá
- Orchestr Ondřeje Soukupa – huba (kytara, baskytara, trubky, klavír)